# 1996年夏季残疾人奥林匹克运动会意大利代表团
1996年夏季残疾人奥林匹克运动会意大利代表团是意大利派出的1996年夏季残疾人奥林匹克运动会代表团。获得11枚金牌、20枚银牌和14枚铜牌。